# 사바섬
사바섬(Saba)은 카리브해에 위치한 네덜란드의 섬으로 수도는 보텀이다.

## 교통
이 섬에는 활주로가 짧기로 유명한 후안초 E. 이라우스퀸 공항이 위치하고 있다.
주변 섬을 연결하는 페리 서비스도 현재 운영중이다.

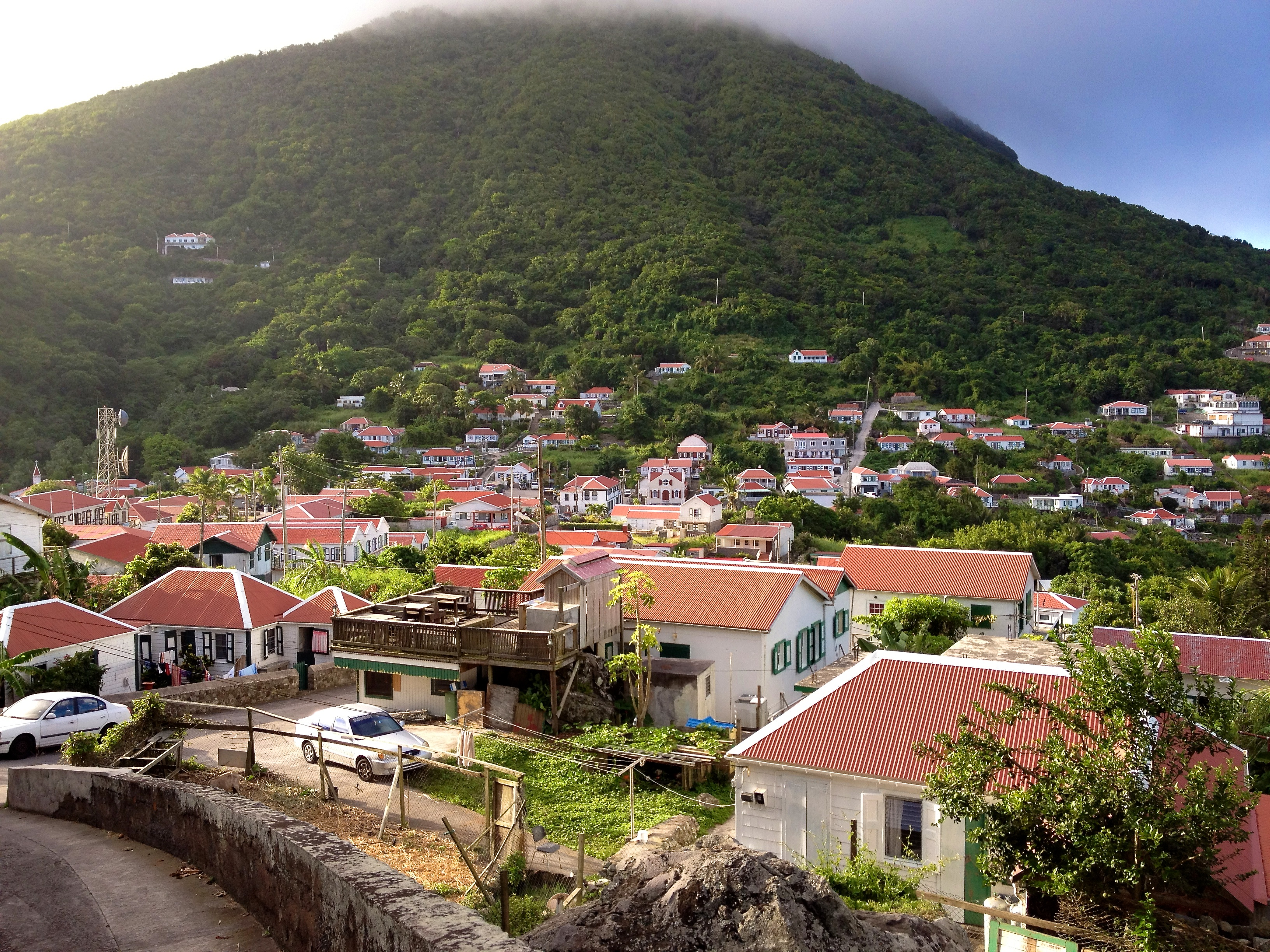
더 보텀의 전경

## 스포츠
사바에서 가장 인기있는 스포츠는 축구, 풋살, 농구, 소프트볼, 배구이다.